# 신창호
신창호(申昌好, 1987년 3월 18일 ~ )는 전 연천 미라클의 투수 현 보령시유소년야구단 감독이다.

## 한국 프로야구 시절

### LG 트윈스시절
경동고등학교 시절 포수에서 투수로 전향하였으며, 경동고등학교를 졸업하고 2006년 신인 드래프트 2차 1순위(전체 2순위) 지명을 받아 LG 트윈스에 입단하였다. 공격적으로 볼을 던지는 투수라 마운드에 새로운 바람을 넣을 수 있다는 기대를 받았으며, 나승현, 류현진보다 대성할 가능성이 크다는 전망이 있었으나
, 부상으로 별 활약을 보여 주지 못해 통산 2시즌만을 치르고 방출된 후 현역으로 입대하여 병역을 마쳤다.

## 일본 독립야구 시절

### 서울 해치시절
이후 독립 야구팀인 서울 해치에서 활약하였다.

## 한국 프로야구 복귀

### KIA 타이거즈시절
2011년 10월 2일 KIA 타이거즈에 신고선수로 입단하였다.

## 한국 독립야구 시절

### 연천 미라클시절
2016년에 입단하였다.

## 출신 학교
- 서울남정초등학교
- 서울중앙중학교
- 경동고등학교

## 통산 기록
| 연도 | 팀명  | 평균자책점 | 경기 | 완투 | 완봉 | 승 | 패 | 세 | 홀 | 승률  | 타자 | 이닝 | 피안타 | 피홈런 | 볼넷 | 사구 | 탈삼진 | 실점 | 자책점 |
| ---- | ----- | ---------- | ---- | ---- | ---- | -- | -- | -- | -- | ----- | ---- | ---- | ------ | ------ | ---- | ---- | ------ | ---- | ------ |
| 2006 | LG    | 10.38      | 2    | 0    | 0    | 0  | 0  | 0  | 0  | 0.000 | 21   | 4.1  | 6      | 3      | 2    | 0    | 1      | 5    | 5      |
| 2012 | KIA   | 9.45       | 7    | 0    | 0    | 0  | 0  | 0  | 0  | 0.000 | 33   | 6.2  | 10     | 1      | 5    | 0    | 5      | 7    | 7      |
| 2013 | KIA   | 5.91       | 18   | 0    | 0    | 0  | 2  | 0  | 0  | 0.000 | 109  | 21.1 | 29     | 3      | 15   | 0    | 17     | 14   | 14     |
| 2014 | KIA   | 6.16       | 27   | 0    | 0    | 0  | 1  | 0  | 0  | 0.000 | 181  | 38   | 40     | 3      | 24   | 2    | 33     | 29   | 26     |
| 통산 | 4시즌 | 6.65       | 54   | 0    | 0    | 0  | 3  | 0  | 0  | 0.000 | 344  | 70.1 | 85     | 10     | 46   | 2    | 56     | 55   | 52     |